# Кармоли, Эльяким
Эльяки́м Кармоли́ (фр. Eliakim Carmoly; 5 августа 1802, Сульс-О-Рен, Франция, — 15 февраля 1875, Франкфурт-на-Майне, Германия) — раввин, исследователь жизни евреев Эльзаса в XIX веке.
В 1840-х годах издавал в Брюсселе «Revue Orientale», в которой поместил, среди прочего, статью «О еврейском государстве в Польше» (фр. «De l'état des Israélites en Pologne»). Многие труды Кармоли связаны с еврейской темой — в частности, книга «История врачей-евреев древности и современности» (фр. Histoire des médecins juifs, anciens et modernes; Брюссель, 1844). Другие сочинения Кармоли: Tour du monde de Petaefia de Ratisbonne (П., 1831); Relation d’Eldad le Danite, voyageur du X siécle (Брюссель, 1834); Itinéraires de la Terre Sainte (Брюссель, 1847).